# کوه مونادناک
کوه مونادناک، یا مونادناک بزرگ، کوهی در ایالت نیوهمپشایر در نیوانگلند درایالات متحده می‌باشد. این کوه به خاطر آنکه در نوشته‌هایی از رالف والدو امرسون و هنری دیوید ثورو ذکر شده مشهور می‌باشد. این کوه برجسته‌ترین قله در نیوهمپشایر جنوبی می‌باشد و بلندترین نقطه آن است که برجسته‌ترین قله کوه در جنوب نیوهمپشایر است و بالاترین نقطه در شهرستان چشایر، نیوهمپشایر می‌باشد. این کوه برای مدتی طولانی به عنوان پر سعودترین کوه دنیا شناخته‌می‌شود.
با ارتفاه ۳۱۶۵ فوت (۹۶۵ متر)، کوه مونت مونادناک تقریباً ۱۰۰۰ فوت بالاتر از همه قله‌های اطراف خود در فاصله ۳۰ مایلی می‌باشد و در حدود ۲۰۰۰ فوت از منطقه پیرامون خود بالاتر است. کوه مونادناک در ۶۲ مایلی بوستون در جنوب غرب کنکورد در شهرهای جافری، و دوبلین نیوهمپشایر قرار دارد.

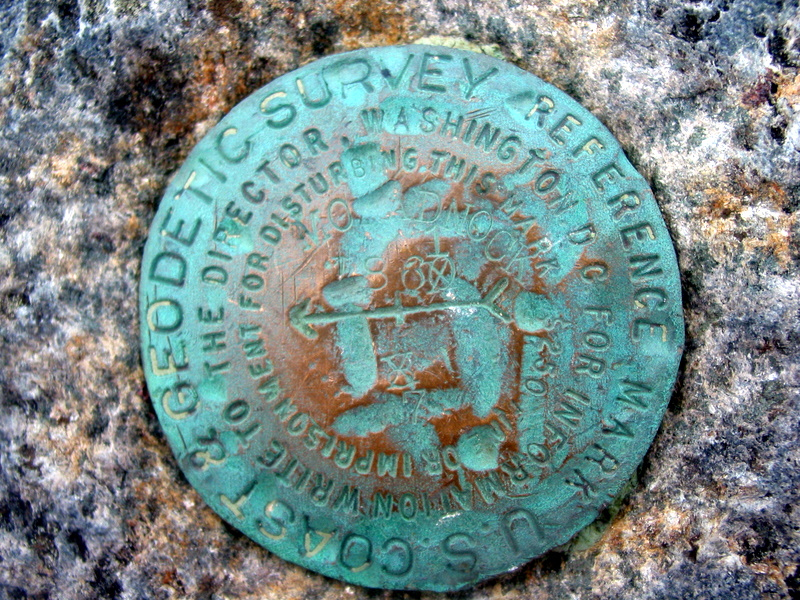
علامت مرجع یو اس جی اس در قله.

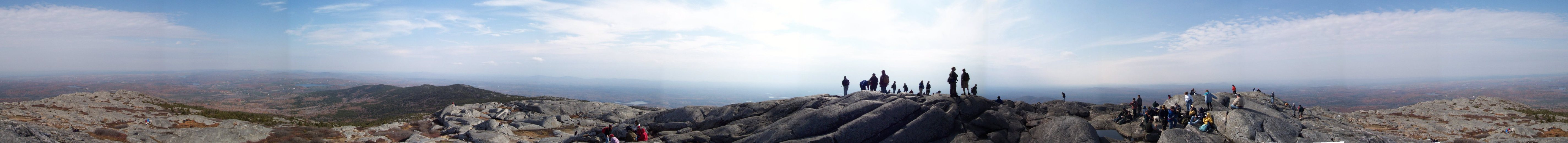
یک نمای ۳۶۰ درجه از بالای کوه مونادناک